# Sporadi Equatoriali
Le Sporadi Equatoriali, note anche come isole della Linea, sono una catena di isole nel Pacifico centro-orientale costituita da otto atolli, tre isole singole e una scogliera corallina sommersa. La superficie totale delle isole è di poco inferiore a 504 km².

## Storia
Furono scoperte in parte sia da Ferdinando Magellano, come Isole Infortunate, sia da Hernando de Grijalva nel 1537 come Acea, sia forse da Pedro Fernandes de Queirós nel 1606. Acea fu riscoperta nel corso del terzo viaggio il 24 dicembre 1777 da James Cook e ribattezzata Christmas Island (ora anche Kiritimati), mentre l'ultima a essere scoperta fu Malden, avvistata nel 1825. Gran parte delle Sporadi Equatoriali entrarono teoricamente in possesso degli Stati Uniti ai termini del Guano Islands Act del 1856; Kingman Reef, l'isola di Jarvis e l'atollo di Palmyra sono tuttora possedimenti degli Stati Uniti e ognuno di essi costituisce una distinta area insulare degli Stati Uniti, mentre le altre isole furono territorio britannico dal 1888 al 1979, quando entrarono a far parte dello Stato insulare delle Kiribati.

## Popolazione
Quando furono scoperte dagli europei, le Sporadi Equatoriali erano disabitate, ma sono state trovate prove della presenza di antichi insediamenti polinesiani. A partire dall'inizio del XX secolo, tuttavia, alcuni abitanti della colonia delle Isole Gilbert ed Ellice furono trasferiti qui per essere impiegati nella produzione della copra. Oggi tre isole sono permanentemente abitate da 10 483 persone, secondo il censimento del 2015 (nel 2010 erano 9 236), che vengono generalmente chiamati gilbertesi e sono governati da tre consigli locali. Sull'atollo di Palmyra si trova una stazione di ricerca con personale variabile.

## Geografia
Le Sporadi Equatoriali formano una catena di isole di 2334 km (in linea retta da Kingman Reef all'isola di Flint) allungata da nord-ovest a sud-est, che inizia 718 km a nord dell'Equatore e termina 1273 km a sud di esso.
Elenco delle isole da nord a sud
| Atollo/Isola/Scogliera corallina   | Isola km² | Laguna km² | Scoperta   | Coordinate       | Popolazione (Censimento del 2015) | Stato                    |
| ---------------------------------- | --------- | ---------- | ---------- | ---------------- | --------------------------------- | ------------------------ |
| Sporadi Equatoriali settentrionali |           |            |            |                  |                                   |                          |
| Kingman Reef                       | 0,01      | 60         | 1798       | 6°24′N 162°21′W  | –                                 | Stati Uniti              |
| Atollo di Palmyra                  | 3,90      | 8          | 1798       | 5°52′N 162°06′W  | –                                 | Stati Uniti              |
| Teraina (Washington)               | 14,20     | 2          | 1798       | 4°42′N 160°45′W  | 1 712                             | Kiribati                 |
| Tabuaeran (Fanning)                | 33,70     | 110        | 1798       | 3°52′N 159°41′W  | 2 315                             | Kiribati                 |
| Isola Christmas (Kiritimati)       | 384,40    | 324        | 1537-1777  | 1°53′N 157°40′W  | 6 456                             | Kiribati                 |
| Sporadi Equatoriali centrali       |           |            |            |                  |                                   |                          |
| Jarvis                             | 4,50      | –          | 1821       | 0°22′S 160°00′W  | –                                 | Stati Uniti              |
| Malden                             | 39,30     | 13         | 1825       | 4°00′S 154°57′W  | –                                 | Kiribati                 |
| Filippo Reef                       | –         | 1,50       | 1886       | 5°30′S 151°50′W  | –                                 | Zona economica esclusiva |
| Starbuck                           | 16,20     | 4          | 1823       | 5°37′S 155°53′W  | –                                 | Kiribati                 |
| Sporadi Equatoriali meridionali    |           |            |            |                  |                                   |                          |
| Millennium Island                  | 3,76      | 6,3        | 1521?-1795 | 9°56′S 150°12′W  | –                                 | Kiribati                 |
| Vostok                             | 0,24      | –          | 1820       | 10°05′S 152°23′W | –                                 | Kiribati                 |
| Flint                              | 3,20      | 0,01       | 1801       | 11°25′S 151°48′W | –                                 | Kiribati                 |
| Sporadi Equatoriali                | 503,41    | 542        |            |                  | 10 483                            |                          |

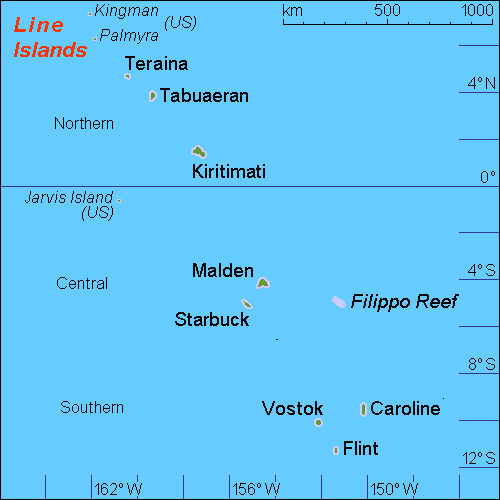
Mappa delle Sporadi Equatoriali

Dal momento che la linea internazionale del cambio di data raggiunge qui il suo punto più orientale, le Sporadi Equatoriali, e precisamente l'atollo di Carolina, sono il primo luogo ad assistere all'alba del nuovo anno. L'atollo di Carolina viene oggi chiamato atollo del Millennio e l'isola lunga principale dell'atollo è nota dal 2001 come Millennium Island, per il fatto di essere stato il primo luogo del pianeta ad aver visto la prima alba del XXI secolo e del III millennio il 1º gennaio 2001.

## Flora e fauna
Poiché queste isole sono relativamente remote, costituiscono un importante santuario per gli uccelli marini. Sulle Sporadi Equatoriali si trovano alcune delle più grandi colonie di uccelli del mondo, in particolare a Palmyra (sula piedirossi), Christmas (berta cuneata) e Starbuck (sterna fuligginosa). Inoltre, si trovano qui anche specie di uccelli terrestri come la rara ed endemica cannaiola di Christmas. Il granchio ladro ha qui le sue più grandi popolazioni al mondo. Per quanto riguarda i mammiferi, il ratto polinesiano fu probabilmente portato su alcune isole delle Sporadi dai coloni polinesiani. La raccolta del guano, le piantagioni di palma da cocco e i mammiferi importati, tuttavia, causarono gravi danni alla fauna e alla flora originarie - solo cani di sesso maschile sono ora autorizzati a Kiribati; ad esempio, sopravvivono oggi solamente pochi tratti di foresta originaria di alberi di Pisonia. A parte Kingman Reef, che si innalza a malapena sul livello del mare, solo l'isola di Vostok è quasi del tutto incontaminata. Molte delle isole appartenenti a Kiribati sono state dichiarate Wildlife Sanctuary dalle Nazioni Unite, mentre le isole di proprietà degli Stati Uniti appartengono ai Pacific Island Wildlife Refuges e sono sotto il controllo dello U.S. Fish & Wildlife Service.